# 親
親（）（英: parent（s））とは、子を持つ人のことである。父親（男親）と母親（女親）の汎称である。
親と子をあわせて親子という。

## 英語圏の親
遺伝子的に繋がりのある親をbiological parentという。英語では配偶者の親はparent-in-lawという（日本の「義理の親」）。

## 日本における親
『万葉集』においては母父（おもちち、上代東国方言では「あもしし」）と呼ばれた。これは8世紀における両親に対する男称であり、女称には父母（かぞはは）があった。このうちで「父母」のほうが一般的となり、訓も「ちちはは」と混用されるようになったと推定されている。
日本における親子関係は多様な内容・形式があり、「実親」・「義理の親」・「仮親」の三つがある。「実親」が生みの親で、「義理の親」は配偶者の父や母であるシュウトオヤ（舅）・ママオヤ（姑）や養子縁組による養父・養母がある。仮親とは、従来親子関係になかった人との間に、（出生時、成人時、結婚時などに）新たに親子関係に類似する関係を設定するものであって、名付け親・拾い親・元服親・鉄漿親・仲人親・草鞋親・烏帽子親等々がある。仮親との関係は一時的なものもあるが、一生続くものも多い。日本の親子関係の特徴として、こうした擬制的な親子関係の重要性や多様性が指摘されることがある。一定の手続きを経て、親子関係に類似した関係をとり結ぶことを親子成りと言う。

## 親をテーマにした作品や番組
- 親の顔が見てみたい?（2002年4月1日から2003年3月10日までNHK総合テレビで放送されていた番組）
- 親の顔（立川志の輔の新作落語）
- en:Bad Parents （コメディ作品）
- en:Meet the Parents (1992 film)（コメディ映画）
- en:Parents (1989 film) （ブラック・ホラー・コメディー映画）
- en:Parents (2016 film)
- en:Les Parents terribles (1980 film)（1980年のフランス映画。「ひどい親」というタイトルの作品。）